# 小松昌平
小松昌平（日语：／ Komatsu Shōhei，1990年4月14日—）是日本男性聲優。福岡縣 出身，現隸屬於賢Production。

## 經歷
- 初中以前有在學習空手道和劍道，高中時加入學校的演劇部，並以此為契機向著演藝之路前進。
- 2011年，他加入了HIRO。自今為止空手道和劍道的經驗，令他可以在劇團的表演和主題樂園的巡遊中，擔任主持人、舞者和動作演員的工作。而劇團中主MC的工作，也讓他對聲音的工作產生了興趣。
- 2013年，於劇團hiroz畢業後上京，之後參加了第7屆聲優大賞的新人發掘試音，在一般應徵中落選。
- 2014年，得到了Koebu的網上聲優學校「MANAVO!」的推薦，再次挑戰第8屆聲優大賞的新人發掘試音[3]。試音的結果是合格，從而令他成功進入賢Production附屬的聲優養成所SCHOOL DUO，成為15期生[4]。
- 2015年4月，正式隸屬於賢Production [5]。
- 2019年9月16日，在『男子力向上委員会』中，告知自己已經通過門薩測試，成為了門薩俱樂部成員[6]。

## 人物
- 特技：唱歌、舞蹈、後空翻、意大利旗舞、動作演技、殺陣、築豐方言。[2]這些技能都是在劇團時代學習所得來的。
- 跟在偶像大師 SideM系列同一個組合中活動的寺島惇太、濱野大輝關係良好，三人經常一起去吃飯。[來源請求]
- 2020年4月日，開設自身的YouTube頻道[7]。

## 出演作品
※粗體字為主要角色

### 電視動畫
2014年
- 幕末Rock

2015年
- PAC-MAN（鬼）

2016年
- 我的英雄學院（學生、年輕人）
- Concrete Revolutio～超人幻想～The Last Song（男廣播）
- 妖怪手錶（若者）
- 甲鐵城的卡巴內里（狩方眾）
- DAYS（佐藤榮樹[8]、對方隊伍、他校部員、觀眾）
- 超時空要塞Δ（士兵）

2017年
- 鬼平犯科帳（賊人B、年輕僧人）
- 新幹線變形機械人 The Animation（居民、一般客人）
- 情色漫畫老師（播音員、惠的同班同學）
- 進擊的巨人 第2期（士兵）
- 戀愛與謊言（男子）
- 偶像大師SideM（牙崎漣）

2018年
- 三麗鷗男子（男子、小真、部員、弓道部員、足球部員）
- 按一按發明 PIKACHIN-KIT（外星人）
- 溫泉屋小女將（男性客人、男性客人1）
- 偶像大師 SideM 有理由Mini!（牙崎漣[9]）
- Double Decker！刑事雙雄（男公關B）
- 魔偶馬戲團（吉姆）
- 進擊的巨人 第3期（奈爾的親信、調查兵）

2019年
- 強風吹拂（1年級生）
- 閃電十一人 獵戶座的刻印（周新）
- 賢者之孫（奧古斯都·馮·亞爾斯海特[10]、社員）

2020年
- number24（都留靖也[11]）
- 搖滾少女!! 活力棉花糖!!（第三季）/STARS!!（第四季）（小蜂[12][13]） - 2シリーズ
- 惡棍DRIVE（男人）

2021年
- 王之逆襲：意志的繼承者（艾迪）
- 神奇柑仔店（對戰選手）
- 名偵探柯南 警察學校篇 Wild Police Story（男學生）

2022年
- 海螺小姐（涼介[14]）
- Animation x Paralympic：誰是你的英雄？（間白讓治）

2023年
- 英雄傳說 閃之軌跡 北方戰役（年輕人A）
- 重生者的魔法一定要特別（帕西瓦里·阿瑟庫尼茲）

2024年
- 秒殺外掛太強了，異世界的傢伙們根本就不是對手。（鳳春人[15]、正幸）
- 治癒魔法的錯誤使用法（亞爾格[16]）
- 葬送的芙莉蓮（蘭特[17]）
- 美妙寵物 光之美少女（豬狩勝）
- 膽大黨（同級生）
- 唯願來世不相識（黑衣人）

2025年
- 妖怪學校的菜鳥老師！（虎竹）
- 浣熊 卡爾卡爾團（班級裡的各位、帕特拉修風格的狗）
- 蠟筆小新（美容師C）
- 戀上換裝娃娃 Season 2（柏木四季[18]）
- 新吊帶襪天使（宅男B、惡靈、市民、學生、韓♡、丈夫）
- 轉生惡女的黑歷史（索爾·奈莫菲拉[19]）

### 劇場版動畫
- 光之美少女 All Stars 春之嘉年華♪（2015年）
- 黑貓魯道夫（2016年、小孩子們）
- 劇場版 怪俠佐羅利 ZZ（ダブルゼット）のひみつ（2017年、警官）
- 劇場版 超時空要塞DELTA：激情的女武神（2018年）
- 劇場版 精靈寶可夢 我們的故事（2018年、黑魯加）
- 溫泉屋小女將（2018年）
- 劇場版 精靈寶可夢 超夢的逆襲 EVOLUTION（2019年、訓練師）
- 特〈刀劍亂舞-花丸-〉～雪月華～（2022年、肥前忠廣）

### OVA
- 進擊的巨人 LOST GIRLS Wall Sina goodbye（2017－2018年、酒保）
- 蒼穹之戰神THE BEYOND（2022年、漁協的人）

### Web動畫
- 高達創戰者 GM的逆襲（2017年、職員）
- 天下統一戀之亂～出陣！雜賀4人眾～（2018年、鳶[20]）
- 噬神者 レゾなんとか劇場（2018年、セイ）

### 遊戲
2016年
- 偶像大師SideM（牙崎漣）

2017年
- 卡巴拉島～想成為召喚士～（アデル）
- 神式一閃頂上對決（フツ）
- 龍之谷R（ナルシス）
- 偶像大師 SideM 獻唱舞台！（牙崎漣）
- 超級馬力歐 奧德賽（凱比）
- 紅寶石2（アーチャ[21]）
- 極三國-KIWAMI-（關平）

2018年
- 進擊的巨人第二季 （主人公、男、Type3）
- 旅行隊物語（ミグノノ[22]）
- 飛舞於天涯、粹之花（椎名秋一[23]）
- 光與暗的對決~輪迴的戰歌~（キャンガー、フレイムチャック、ニノ系[24]）
- 超異域公主連結 Re:Dive（程式錯誤怪物）
- 甲鐵城的卡巴內里 -亂- 開始的軌跡（要[25]）

2019年
- Op8♪（角南悠歌）
- 成名錄～華與武之戰國（宮本武藏、片倉小十郎、石川五右衛門）
- 戲畫三國志（衛仲道、司馬懿、陸遜、孫權等）
- 刀劍亂舞-ONLINE-（肥前忠広[26]）
- 天下統一戀之亂～出陣！雜賀4人眾～（鳶'[27]）
- 寶可夢大師（捩木[28]、皮拿）
- 噬神者共鳴作戰（八神セイ[29]）
- 劇場推理 人狼狂(グルイ)（Pecora（ペコラ） [30]）
- 星鳴回音（相馬結翔[31]）
- SD GUNDAM G世代 ：火線縱橫（一般兵〈Ace A〉）
- BUSTAFELLOWS（ヤン[32]）
- Crimson Clan 深紅氏族（ランカスター・フィルビー[33]）

2020年
- GALAXYZ（ルイ[34]）
- 搖滾少女!!   Fes A Live（ハッチン[35]）
- 聖劍傳說3 瑪娜試煉
- 闇影詩章（靜寂的元帥、パワフルマリオネッター、ポーションウィザード）
- 足球小將新秀崛起（ボッシ[36]）
- 勇者鬥惡龍 ：宿敵（亨利[37]）
- Haunted Obachestra Vol.1 Awaking（烏飼[38]）
- 美男源氏傳妖怪戀緣（橘次末春）

2021年
- 碧藍幻想（クスキ[39]）
- 異界轉生這次變成了傳說中的勇者呢（受）（ハイノ[40]）
- 安琪莉可 Luminarise（米蘭[41]）
- 偶像大師 POPLINKS（牙崎漣[42]）
- 黎明啟示錄 (夏．圖爾)  2021-07-23
- 偶像大師 SideM GROWING STARS（牙崎漣[43]）
- 夢王國與沉睡中的100位王子殿下（ルーク〈2代目〉[44]）

2024年
- 原神（嘉明、咔库库）
- Break my case（壱川春日）

時期未定
- Haunted Obachestra Vol.2 Bianke（烏飼[45]）

## 外部連結
- 小松 昌平 賢プロダクション [Kenroduction] 声優事務所・タレント事務所・声優プロダクション
- 小松昌平的X（前Twitter）
- YouTube上的こまちょえチャンネル頻道